# Fortún Ximénez
Fortún Ximénez (m. 1533) foi um navegador espanhol, primeiro europeu conhecido a ter desembarcado na península da Baixa Califórnia.

## Biografia
Ximénez foi o piloto do navio Concepción, enviado por Hernán Cortés e capitaneado por Diego de Becerra. O navio partiu em 30 de novembro de 1533 para viajar para o norte ao longo da costa da Nova Espanha a partir da atual cidade de Manzanillo, Colima, em busca de dois navios que haviam sido perdidos sem deixar vestígios em uma viagem semelhante no ano anterior. As viagens anteriores foram em busca do Estreito de Anian (o que acreditava-se ser a Passagem do Noroeste) e da Ilha da Califórnia, lugares nomeados a partir de lugares míticos mostrados no romance, Las sergas de Esplandián de Garci Rodríguez de Montalvo, anteriormente publicado na Espanha e popular entre os conquistadores. A Califórnia fictícia era um paraíso terrestre povoado apenas por mulheres de pele escura.
Durante a viagem, Ximénez liderou uma revolta na qual o capitão foi morto. Os amotinados, em seguida, desembarcaram perto da atual La Paz, no extremo sul da península da Baixa Califórnia, que os amotinados acreditavam ser a Ilha da Califórnia.
Ximénez foi morto em um confronto com os nativos locais. Os sobreviventes retornaram para a Nova Espanha com a história de terem encontrado pérolas negras, o que estimulou novas explorações da ilha de Santa Cruz, nome dado por Cortés à península.